# Ліщинові горіхи

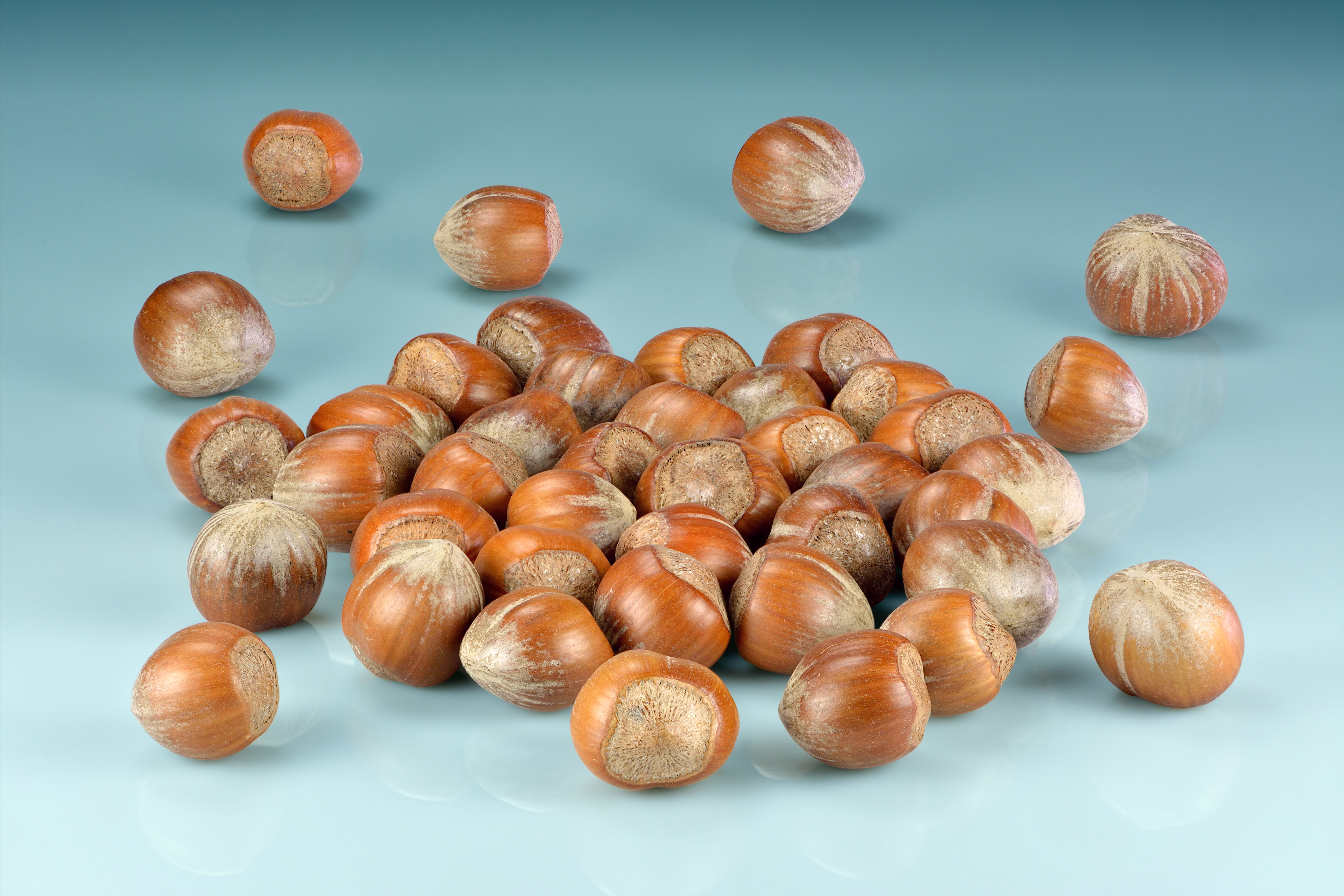
Ліщинові горіхи

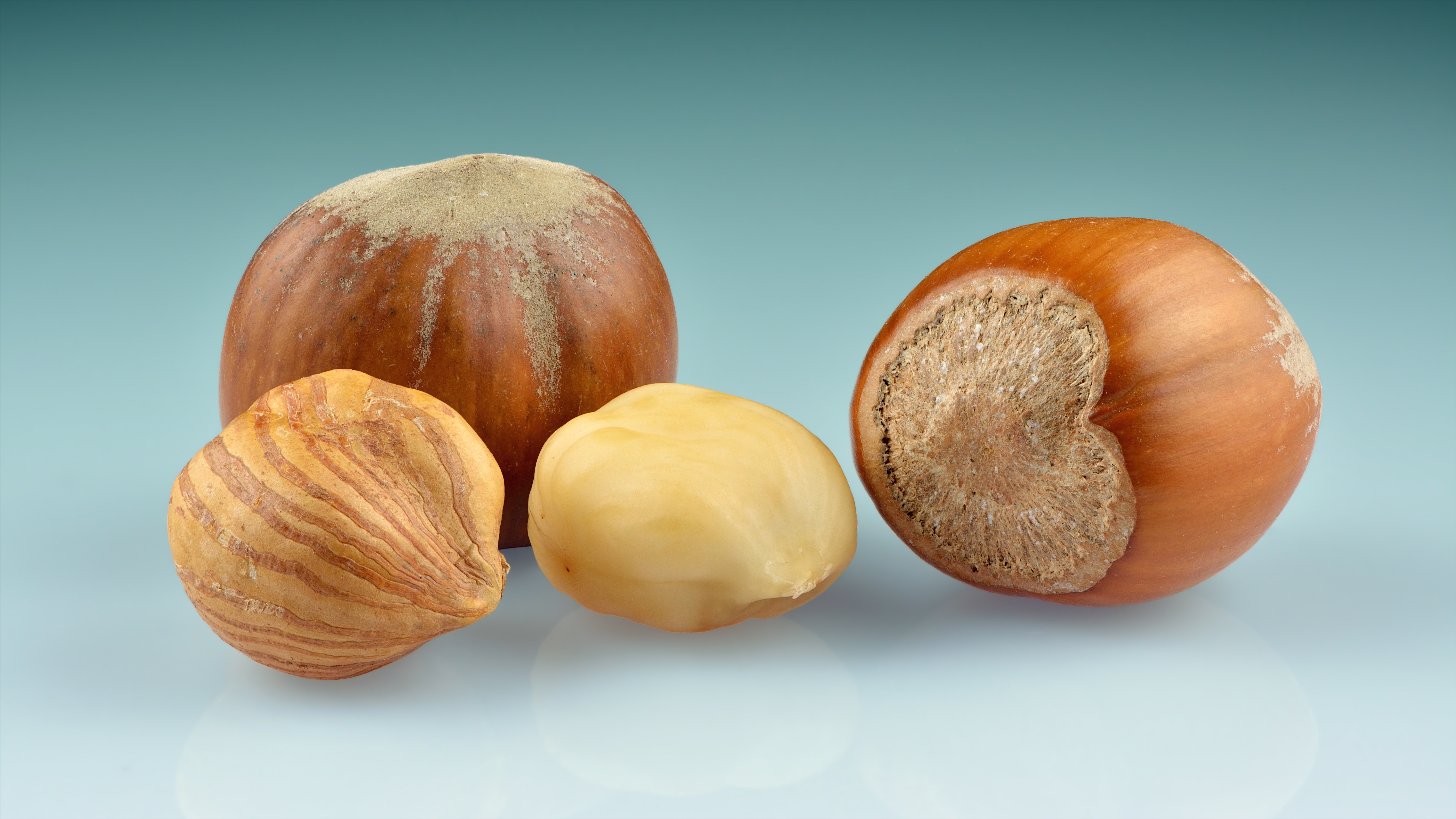
Ліщиновий горіх у шкаралупі, очищене ядро горіха

Ліщинові горіхи або фундук — дрібноплідні (завдовжки до 3 см і завширшки до 2 см) плоди рослин роду ліщина (Corylus).

## Опис
Фундуком називають окультурені форми ліщини. На відміну від інших плодових дерев, фундук цвіте і запилюється в середині зими. Історія цих горіхів простежується протягом понад 5000 років.
Відомо декілька різних видів фундука, в тому числі: 
- американський лісовий горіх;
- європейський лісовий горіх;
- фундук зі дзьобом.

### Плід
Ядра горіхів мають в основному, сферичну форму з тонкою коричневою шкіркою. За формою плодів також бувають округлі, видовжені, конічні та ін. Колір ядра цих горіхів білий, з жовтуватим відтінком, більш до кремового: консистенція ядра щільніша, тверда, смак — солодкуватий, приємний, дещо маслянистий; після обсмажування набувають приємного аромату і кращих смакових якостей. Для обсмажування їх кілька хвилин витримують у жаровій шафі.
Вага фундука (горіха) становить у середньому 47 % Відомо багато сортів фундука, серед яких Кримський фундук, Кудрявчик, Бадем та ін.

### Поширення
Ліщинові горіхи вирощують у багатьох частинах світу. Дуже поширені майже в усіх районах материкової України, культурні садові горіхи (фундук) також вирощують у Криму, на чорноморському узбережжі Кавказу і Закавказзі.

### Хімічний склад
Фундук багатий на корисні мононенасичені жири та антиоксиданти, такі як мідь та марганець, які можуть допомогти захистити організм від ушкодження вільними радикалами. Він також є одним з найбагатших антиоксидантом вітаміном Е. Фундук також містить залізо, яке допомагає переміщати кисень по тілу, і фолієву кислоту, яка необхідна для нового зростання та особливо важлива під час вагітності. Вони є джерелом вітамінів групи B, які важливі для правильного клітинного і енергетичного метаболізму. Фундук також є джерелом калію, міді, кальцію і магнію. Саме мідь відіграє життєво важливу роль в захисті і поліпшенні деяких форм артриту, сповільнюючи загальний процес старіння і навіть стимулюючи клітини мозку. Мідь також сприяє підвищенню імунітету, захищаючи від звичайних хвороб.

## Практичне використання

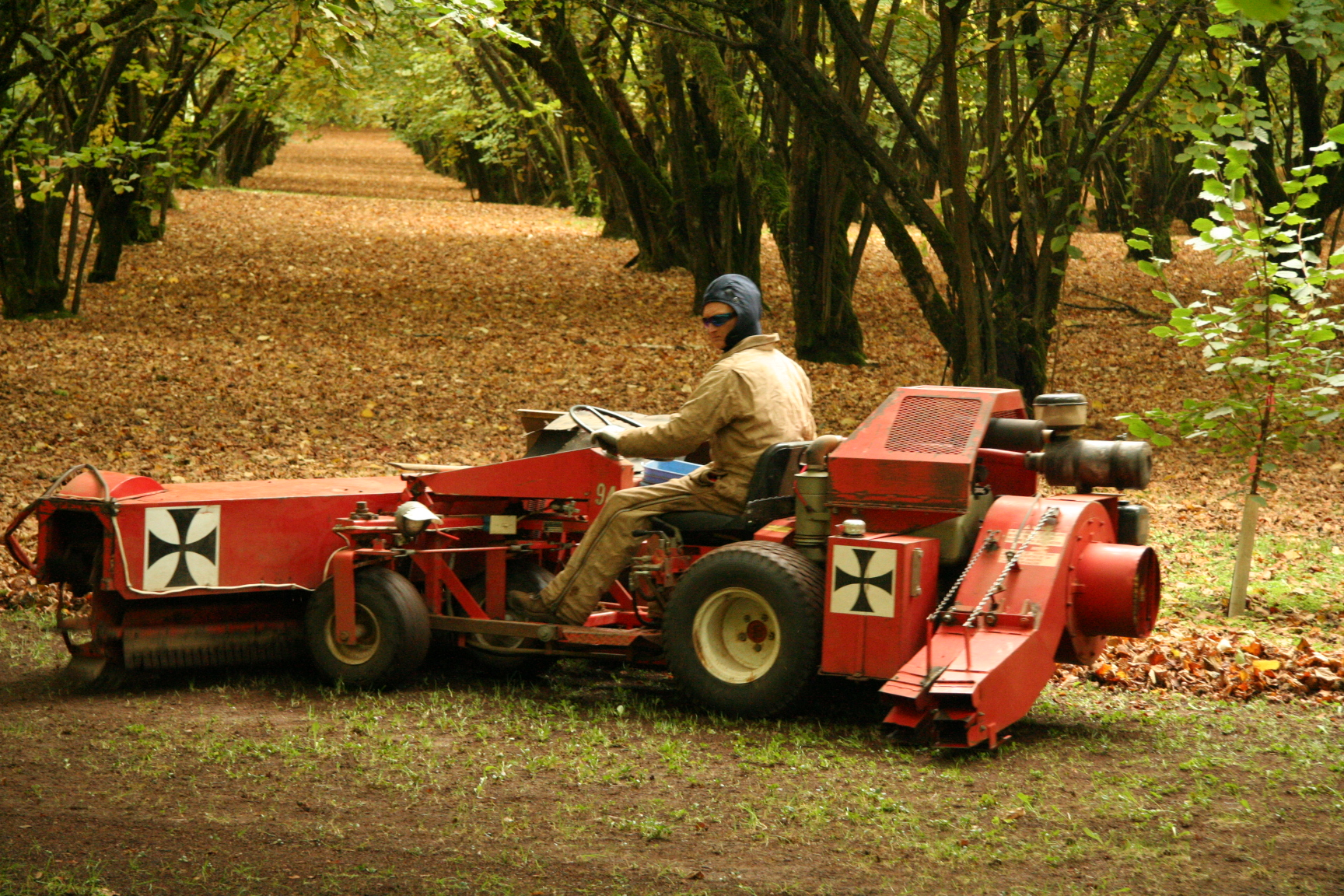
Збиральна машина, яка робить перший прохід, для централізації матеріалу

### У харчуванні
Дикорослі і садові ліщинові горіхи використовують для кондитерських виробів, солодкого тіста. Одним з найпопулярніших продуктів з фундука є Nutella. Шоколадна паста з фундука часто використовується з арахісовим маслом або замість нього та є фаворитом в багатьох сім'ях у всьому світі. Проте, Nutella багата як калоріями, так і насиченими жирами, тому її слід вживати в помірних кількостях. Інші поширені продукти з фундука включають молоко з фундука, борошно з фундука, горіхи в шоколаді й масло фундука.